# Tenno (Trentino)
Tenno (Dialekt: Tém) ist eine italienische Gemeinde (comune) in der Provinz Trient (Region Trentino-Südtirol) mit 2031 Einwohnern (Stand 31. Dezember 2023). Sie ist Teil der Talgemeinschaft Comunità Alto Garda e Ledro.

## Etymologie
Tenno wurde 1194 als Theni erstmals urkundlich erwähnt. 1205 erscheint der Name nach Christian Schneller in Bezug auf die Burg als Castrum Tenni. Der Ortsname leitet sich vermutlich aus dem Langobardischen ab und entspricht dem althochdeutschen Wort tenni, deutsch Tenne. Nach Mastrelli Anzilotti kommen nur deshalb langobardische Wurzeln in Betracht, weil es im Bezug auf die Toponyme der Gegend nie zu Eindeutschungen kam. Ansonsten wären bairische Ursprünge nicht auszuschließen. Unterstützt wird die Annahme langobardischer Wurzeln durch archäologische Funde aus dieser Zeit. Das deutsche Exonym lautet Thenn.

## Geografie
Die Gemeinde liegt im Hinterland des Gardasees, einige Kilometer nördlich von Riva del Garda, 43 km südwestlich von Trient und 79 km nordwestlich von Verona. Das Gemeindegebiet von Tenno auch als Tennese bezeichnet, erstreckt sich vom Ort Gavazzo Nuova (201 m s.l.m.) bis zum Rio Secco oberhalb des Tennosees und umfasst den ganzen dazwischen liegenden Bereich.
Eingegrenzt im Osten vom Monte Misone (1803 m s.l.m.) und seinen Ausläufern, liegen westlich die Berge der Ledrogruppe, denen der Monte Tombio (841 m s.l.m.) und der Monte S. Martino (1075 m s.l.m.) vorgelagert sind. Unterhalb des Monte Misone liegt der durch einen Hangrutsch im 12. Jahrhundert aufgestaute Tennosee. Das vom See in nordnordwestlicher Richtung weiterverlaufende und vom Rio Secco durchzogene  Tal verengt sich zusehends und endet am Passo del Ballino (763 m s.l.m.), der bereits im Gemeindegebiet von Fiavè liegt und die geographische Grenze zu den Äußeren Judikarien darstellt. Dieser obere nördliche Bereich unterscheidet sich wesentlich vom südlichen vom Rio Magnone durchflossenen breiteren Abschnitt, der klimatisch vom nahe liegenden Gardasee beeinflusst wird.
Dieses nach dem Rio Magnone benannte Tal, Valle di Magnone, ist durch einen Gletscher entstanden, dessen Moräne am südöstlichen Ende des Tales eine terrassenartige Stufe aufgeworfen hat, auf der die Burg von Tenno liegt. Der Magnone, der an den Osthängen des Corno di Pichea (2138 m s.l.m.) entspringt hat das Tal tief eingeschnitten und überwindet die Moränenstufe in einem fast 100 m hohen klammartigen Wasserfall oberhalb von Varone, einer Fraktion von Riva del Garda, nach der der Wasserfall, Cascate del Varone, auch benannt ist. Der zweite erwähnenswerte Wasserlauf, der Rio Secco, im nördlichen Bereich, entspringt am Dosso della Torta (2156 m s.l.m.) und ist der einzige bedeutende Zufluss des Tennosees.
Alle Orte der Gemeinde liegen mit Ausnahme von Pranzo (463 m s.l.m.) auf der orographisch linken Talseite.
Das Gemeindegebiet von Tenno ist auch in der jüngeren Vergangenheit immer wieder von Erdrutschen heimgesucht worden. So löste sich westlich des Tennosees nach mehrtägigen schweren Regenfällen im November 2000 ein über 4 Millionen Kubikmeter großer Hangrutsch, der nicht nur den Lauf des Rio Magnone, sondern auch das Aussehen des Tales veränderte.

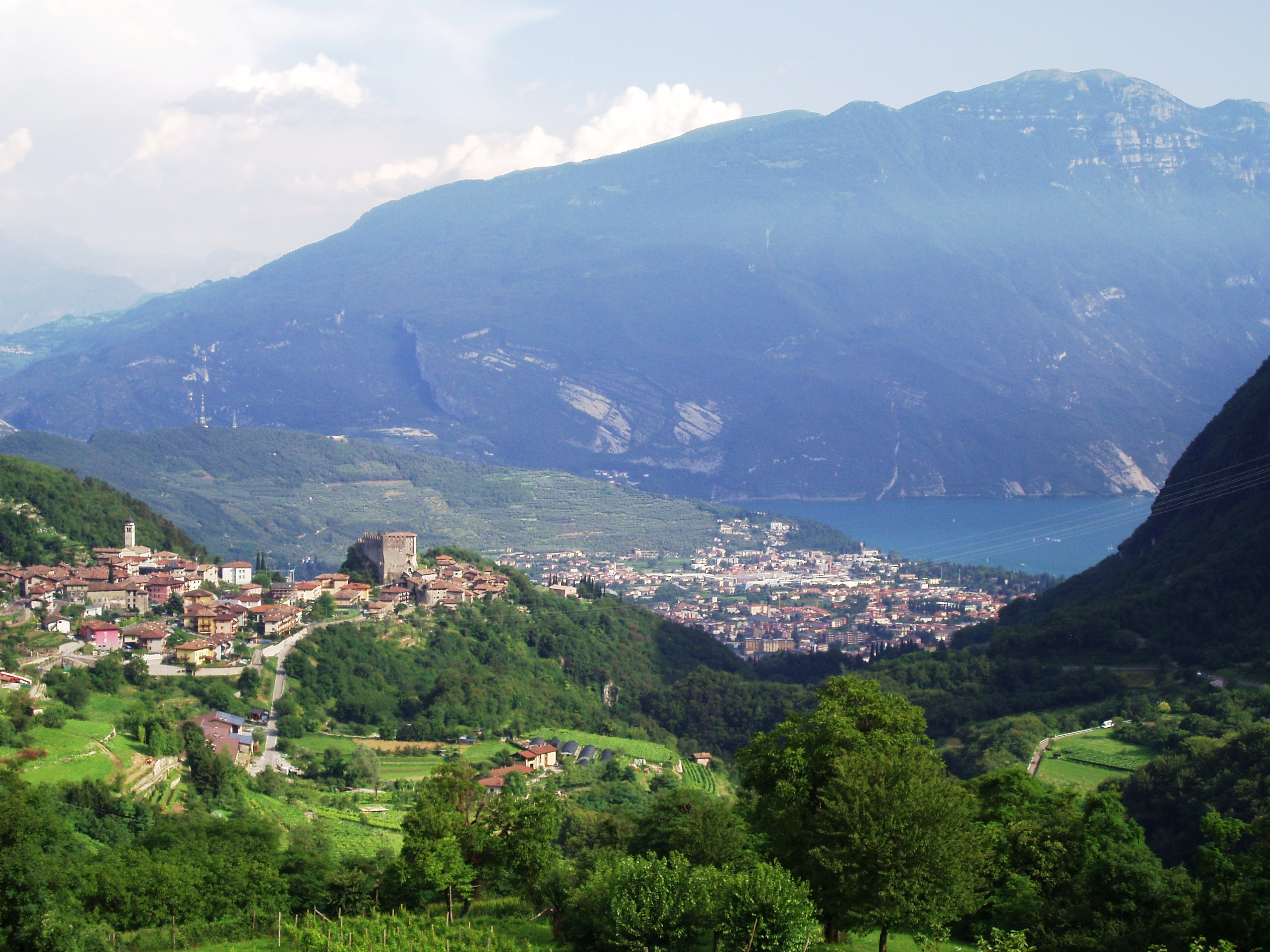
Tenno - Ville del Piano, Burg und Frapporta
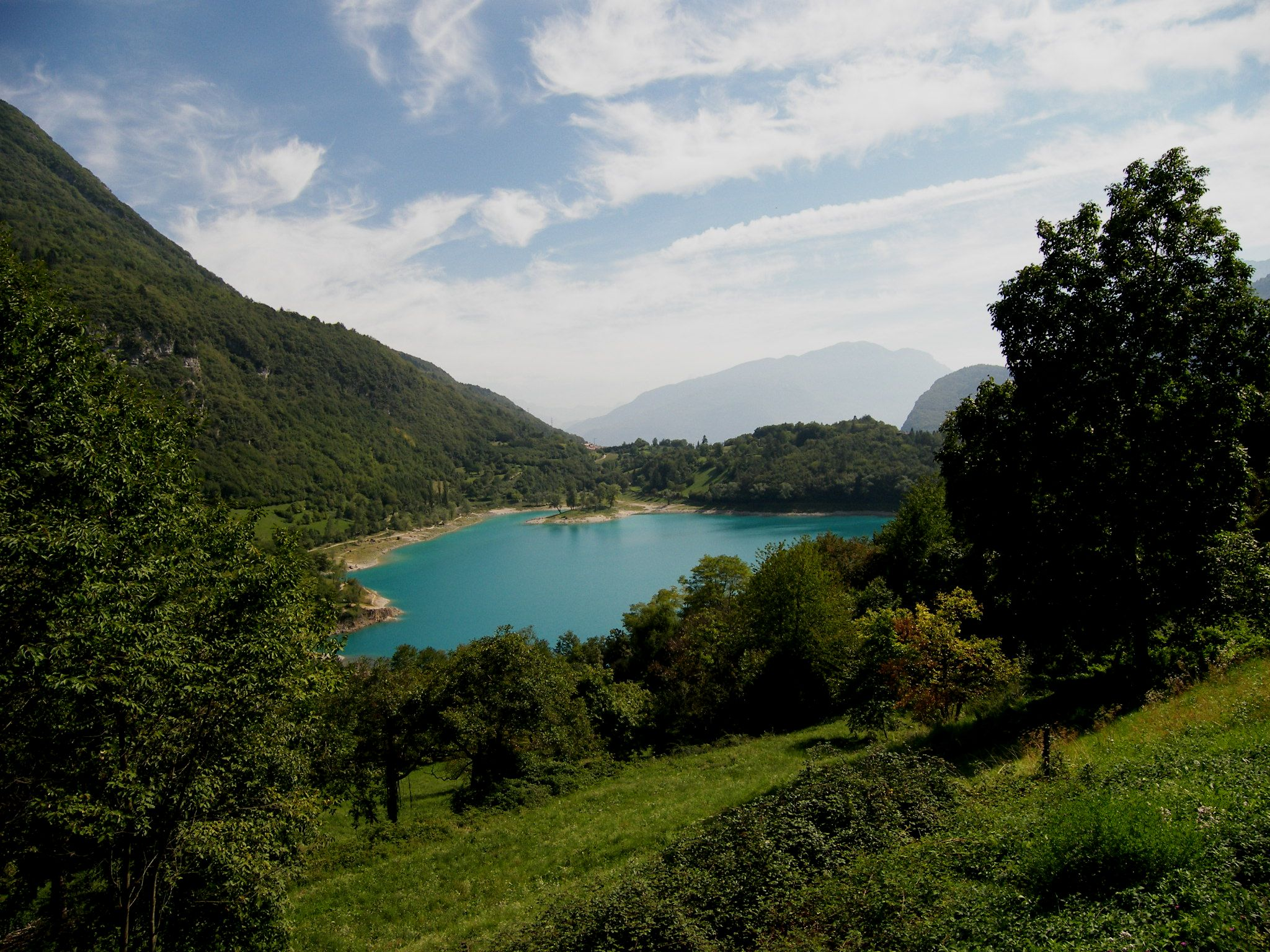
Tennosee
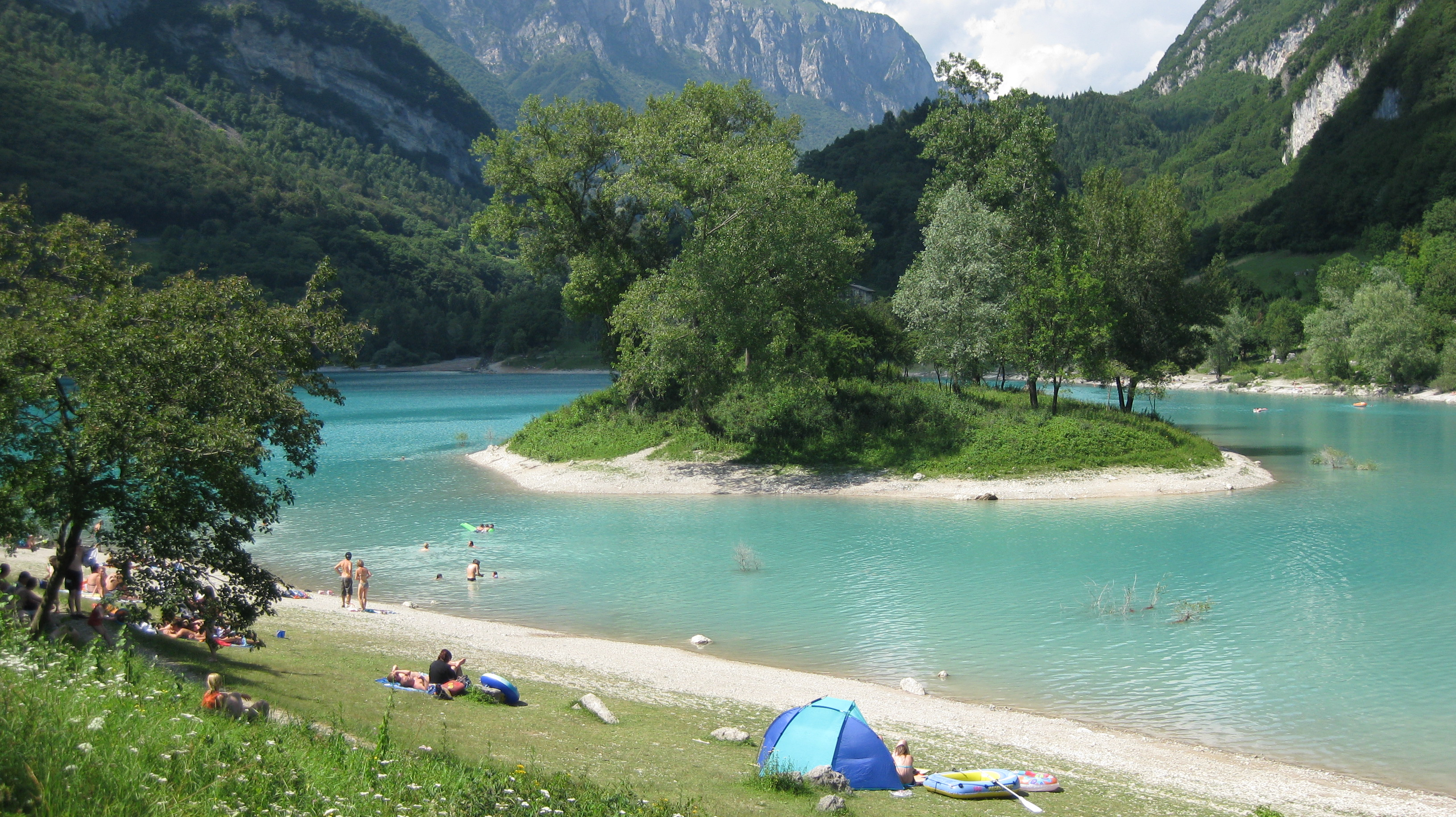
Insel Tennosee
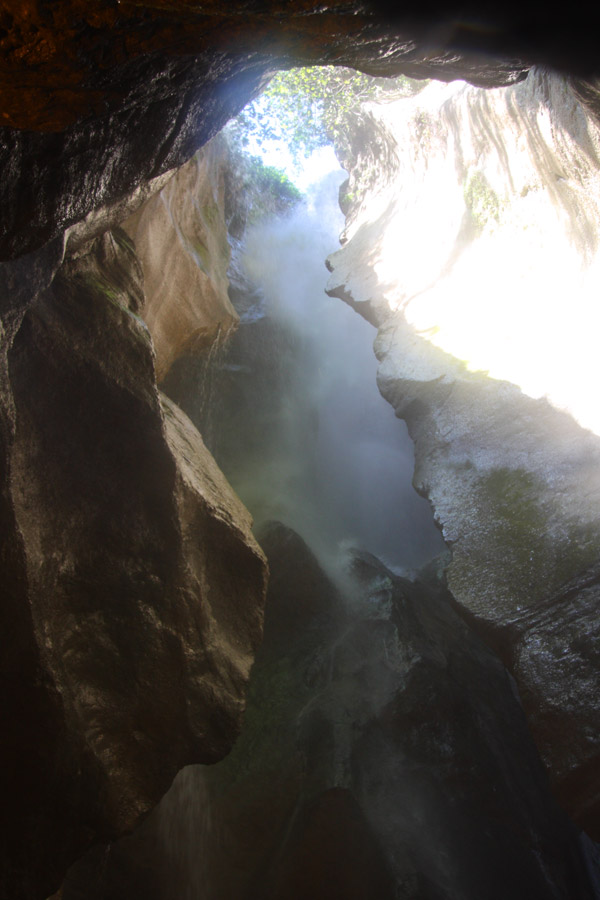
Varone-Wasserfall

## Verwaltungsgliederung
Zur Gemeinde Tenno gehören drei Fraktionen und mehrere Weiler (italienisch Località). Die Fraktionen, bis 1929 alle selbstständige Gemeinden, sind Cologna-Gavazzo,  Ville del Monte und Pranzo. Die drei Weiler Volta di No, Piazze und Teggiole sind Teil der Fraktion Cologna-Gavazzo. Die Weiler San Antonio, Calvola, Pastoedo, Canale, Lago di Tenno und Mattoni gehören zur Fraktion Ville del Monte.
Die Nachbargemeinden sind Arco, Comano Terme, Fiavè, Ledro und Riva del Garda.

## Geschichte
Die Gegend um Tenno war bereits zur Bronzezeit besiedelt, wie archäologische Funde vermuten lassen. Die Lage an einer wichtigen Straße, die das Nordufer des Gardasees mit den Judikarien über den Passo Ballino verband sowie der nahegelegene Pass Bocca di Trat, der eine wichtige Verbindung in das Ledrotal darstellte, waren ausschlaggebend für die Entwicklung des Ortes und seiner Burg. Tenno bestand historisch aus drei auch sonst klar voneinander abgegrenzten Ortsteilen, den sogenannte Ville del Piano, die sich damit von den darüber gelegenen Ville del Monte auch namentlich unterschieden.  Zu den Ville del Piano zählt Frapporta, der unter der Burg gelegene und mit einer eigenen Ringmauer und Türmen versehene, erstmals 1211 als infra pòrtam (deutsch zwischen den Toren) das heißt zwischen Stadt- und Burgtor erwähnte Ortsteil, der einen einzigen Wehrkomplex mit der angrenzenden Burg bildete und im Trentino eines der seltenen Beispiele darstellt, in der ein Wohnbereich in eine Wehrstruktur eingegliedert wurde.
Nördlich von Frapporta, heute rechts der zum Passo Ballino führenden Staatsstraße, liegen die beiden Ortsteile Gardule und Veduto (auch als Revedù bezeichnet) mit der erstmals 1204 erwähnten Pfarrkirche Santa Maria Immacolata, die in der Vergangenheit mehrmals um- und ausgebaut wurde und deren heutiges Aussehen auf das Ende des 19. Jahrhunderts zurückgeht, während der Campanile noch aus dem 16. Jahrhundert stammt.
Nachdem Tenno seine Bedeutung als Straßenknotenpunkt mit dem Bau der Ponalestraße in das Ledrotal und der Straße durch die Limaro-Schlucht zwischen Sarche und Comano Terme in der Mitte des 19. Jahrhunderts verloren hat, stellt heute der Fremdenverkehr eine bedeutende Einkommensquelle dar.

### Bevölkerungsentwicklung
| Jahr      | 1921 | 1936 | 1951 | 1971 | 1991 | 2001 | 2011 | 2021 |
| --------- | ---- | ---- | ---- | ---- | ---- | ---- | ---- | ---- |
| Einwohner | 2160 | 1749 | 1724 | 1505 | 1675 | 1735 | 1967 | 1992 |

Quelle: ISTAT

## Verkehr
Tenno liegt an der Strada Statale 421 dei Laghi di Molveno e Tenno, die Riva del Garda mit dem Nonstal verbindet. Auf der Höhe des Tennosees mündet die Provinzstraße SP 27 del Monte Tombio in die SS 421.

## Sehenswürdigkeiten
- Castello di Tenno, aus dem 13. Jahrhundert. Privatresidenz des ehemaligen deutschen Managers Klaus Zumwinkel.
- Tennosee, beliebter Badesee
- Ortsteil Canale, mit seinem mittelalterlichen Ortsbild, Mitglied der Vereinigung I borghi più belli d’Italia
- Ortsteil Frapporta mit seiner Wehrmauer
- Kirche San Lorenzo, romanische Kirche unterhalb von Frapporta deren Ursprünge bis in das 8. Jahrhundert zurückreichen
- Varone-Wasserfall

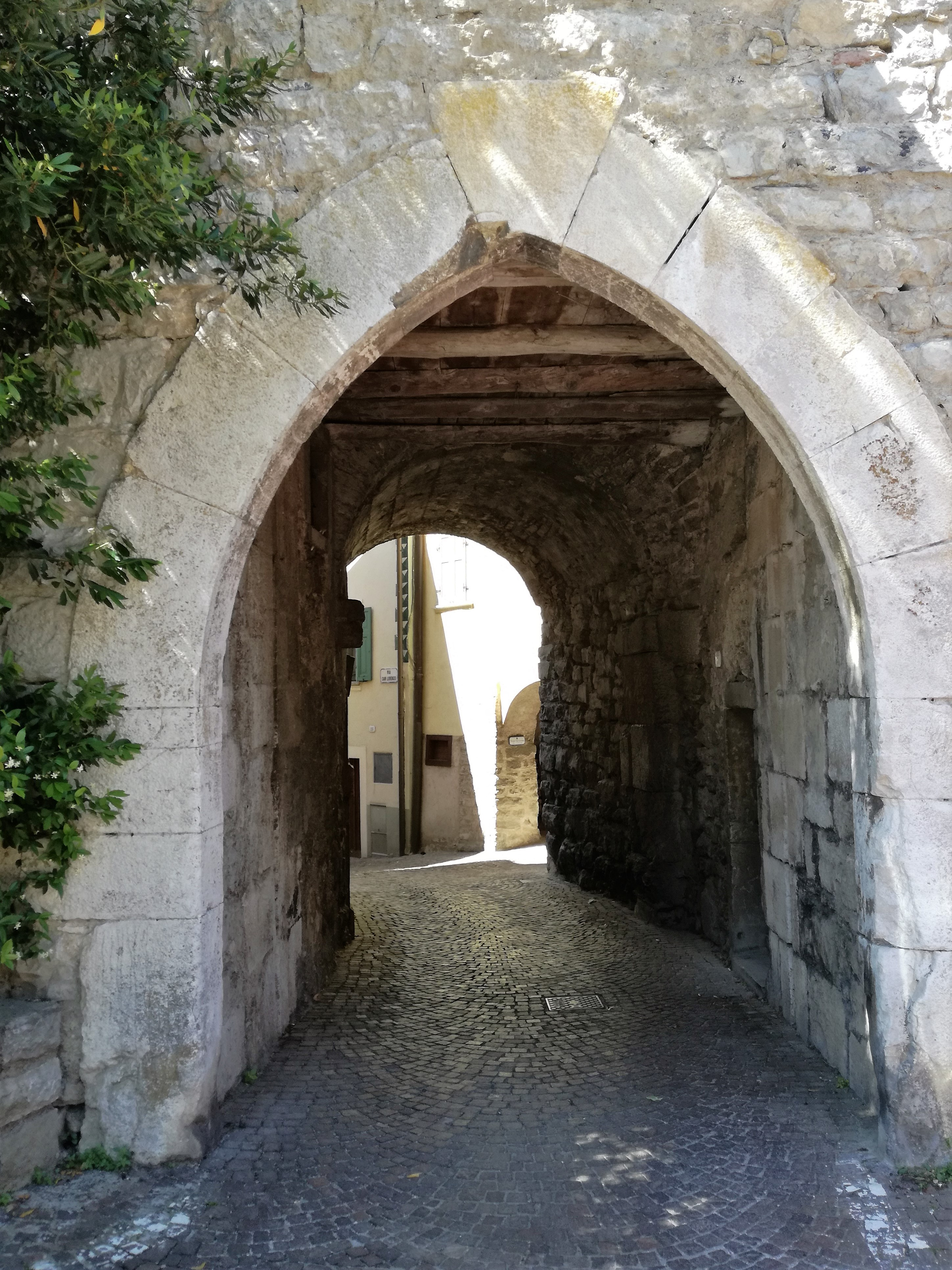
Gotisches Spitzbogentor Frapporta
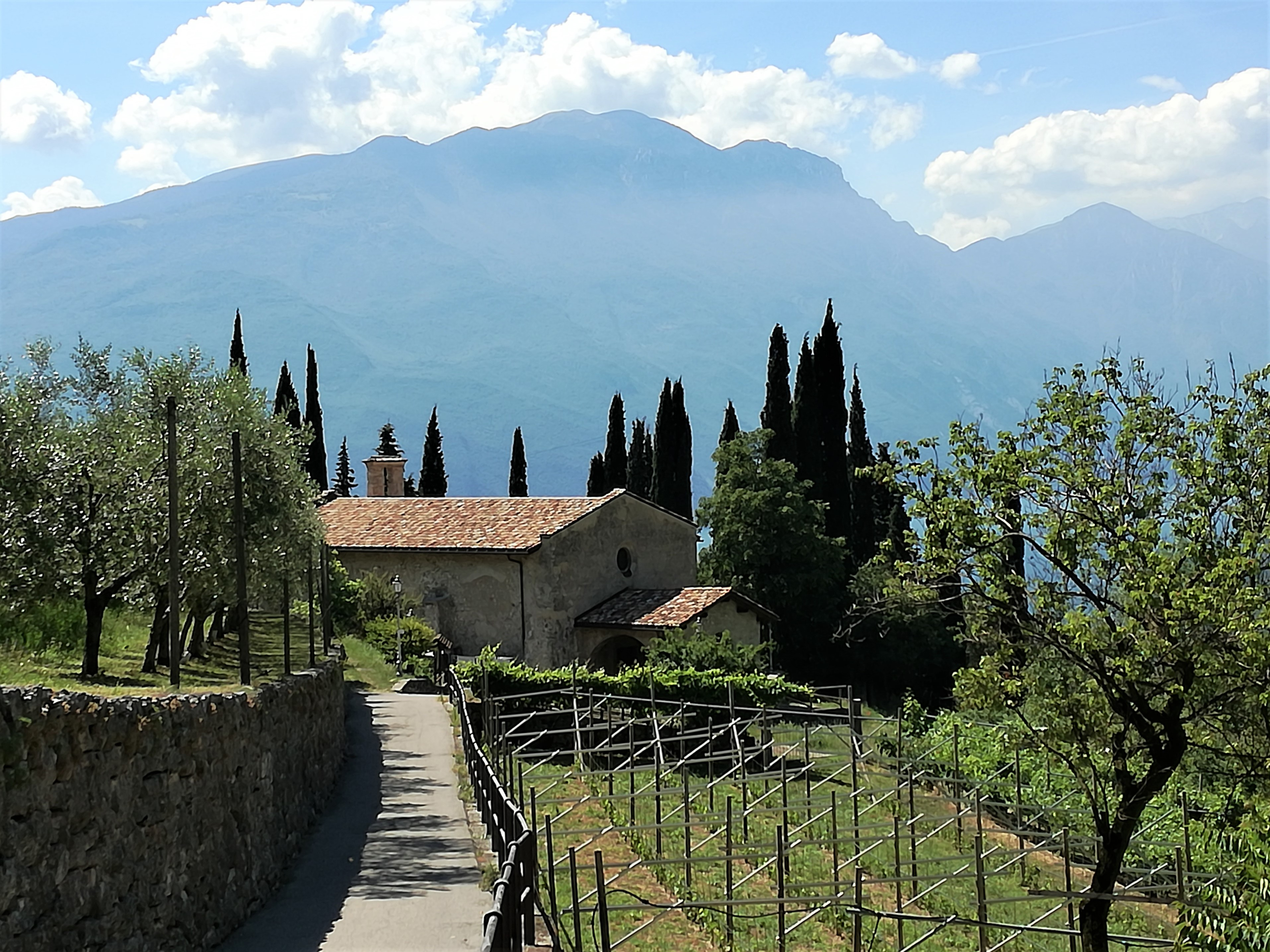
Kirche San Lorenzo
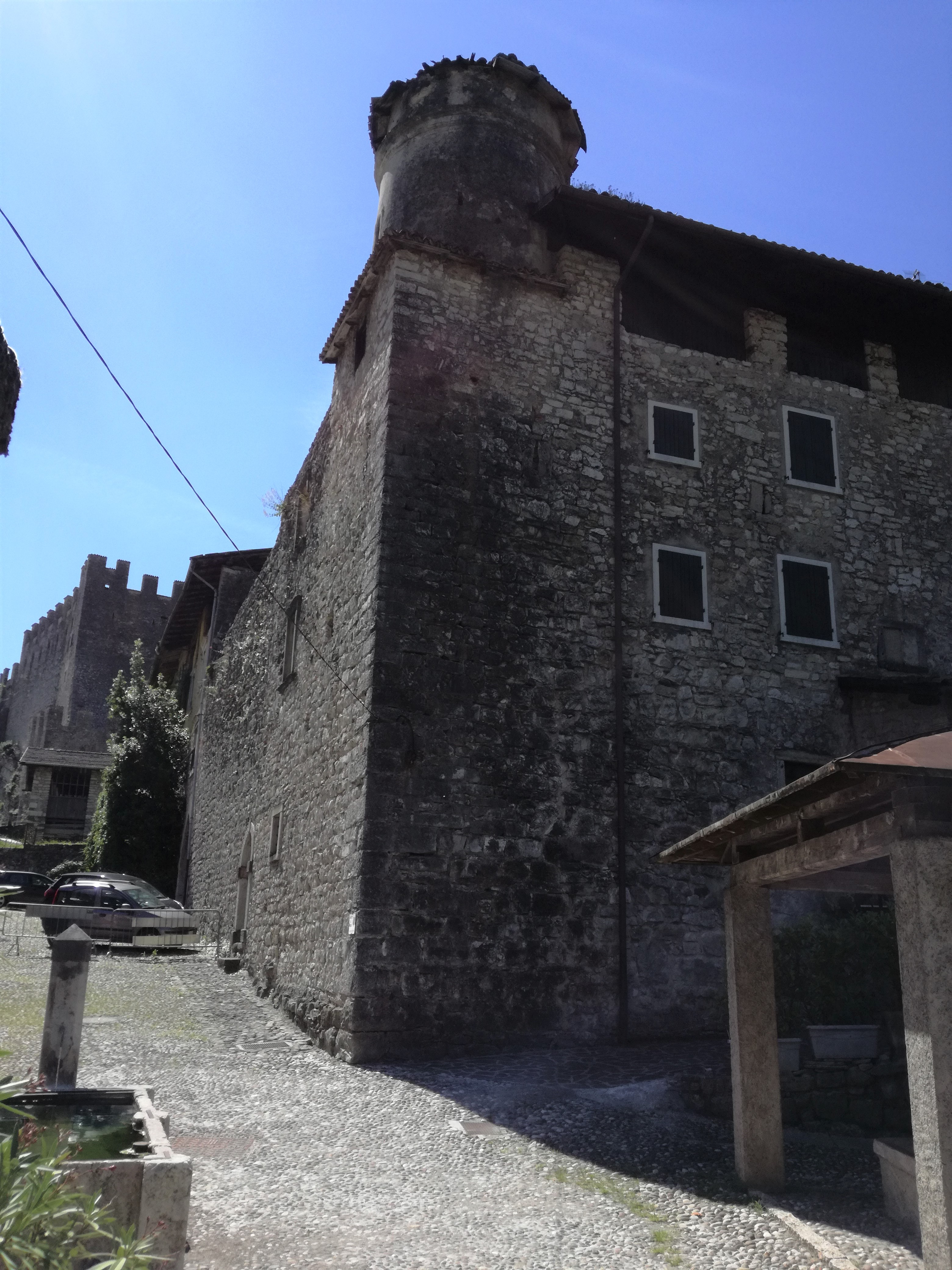
Frapporta - Ringmauer und Wehrturm
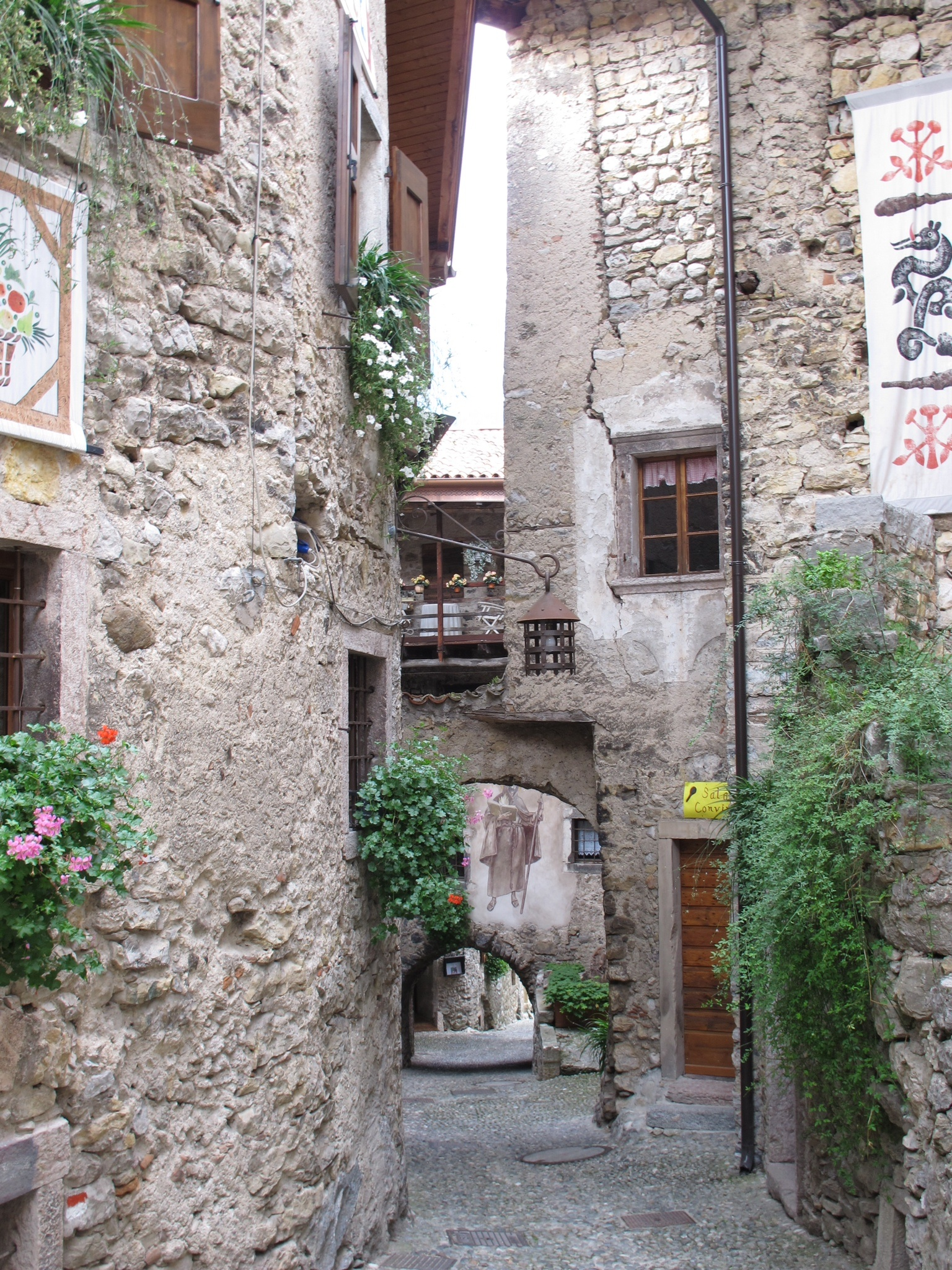
Canale
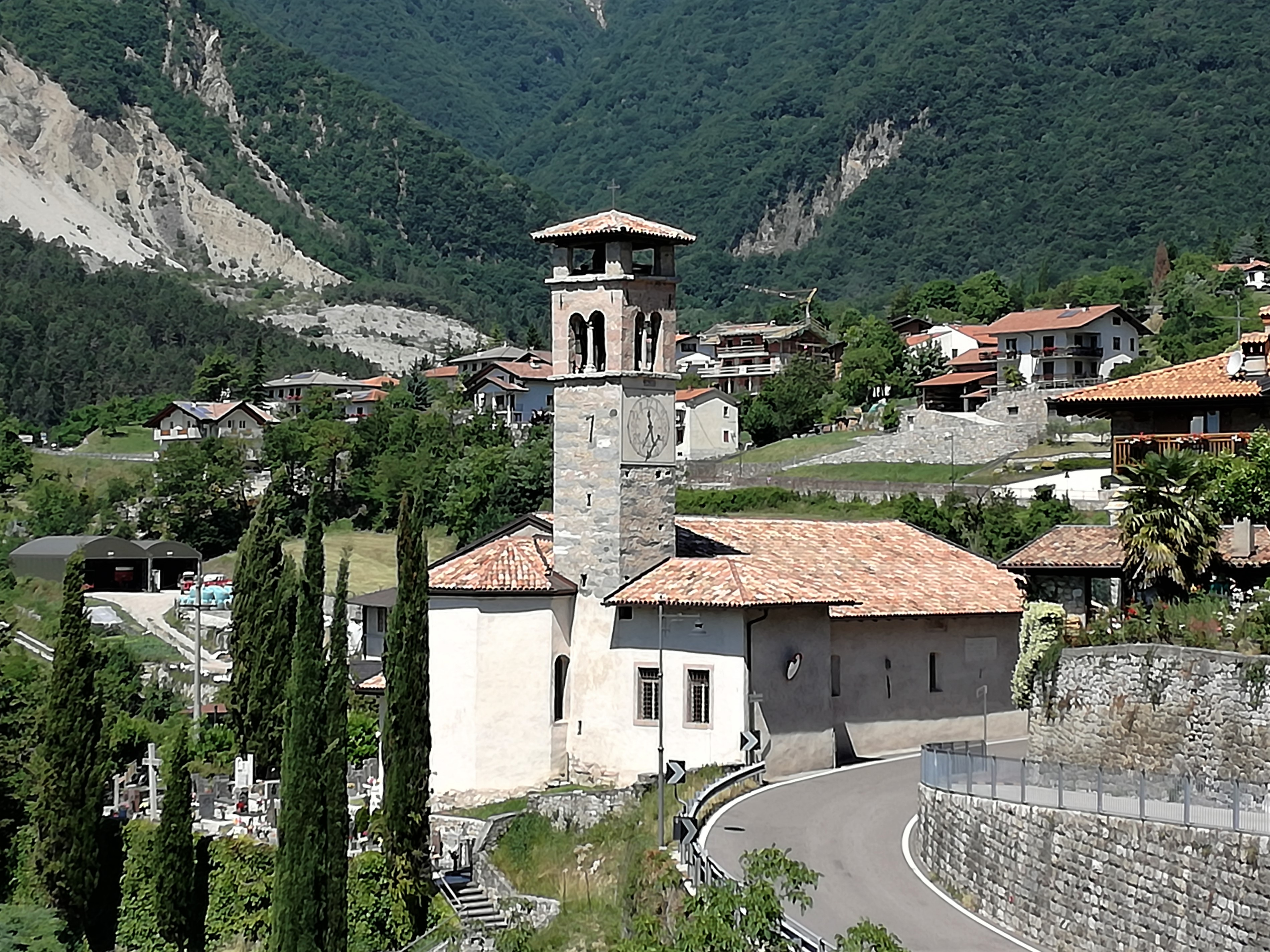
San Antonio Abate Ville del Monte
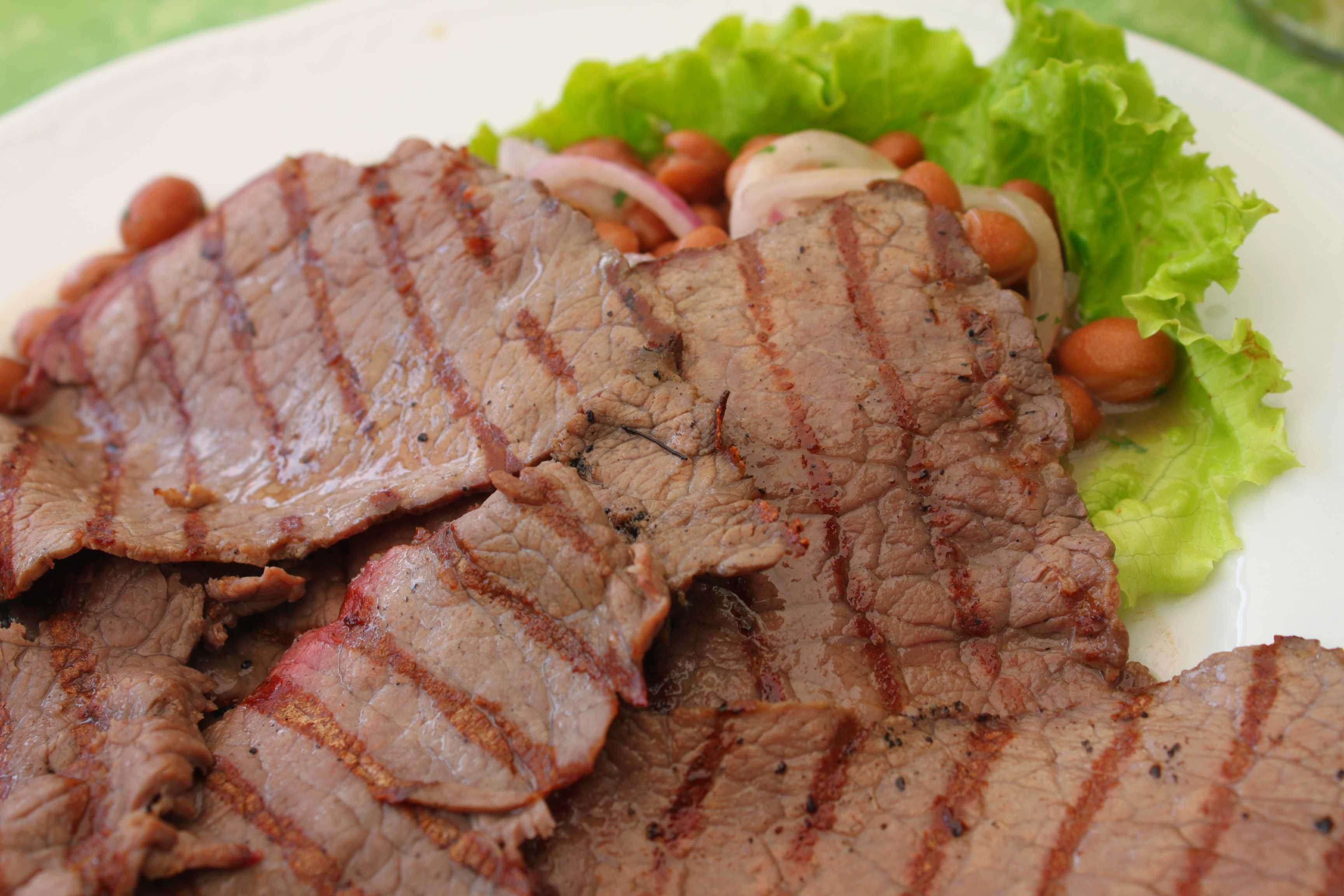
Carne Salada

## Kulinarische Spezialitäten
Tenno gilt mit Arco und Varone als Ursprungsgebiet des traditionellen Trentiner Fleischgerichts Carne Salada.